# 斯科茨堡 (印地安納州)
斯科茨堡（英語：Scottsburg）是一個位於美國印地安納州斯科特縣的城市。根據2010年美國人口普查，該地人口為6747人，而該地的面積約為13.80平方千米。同時該地也是斯科特縣的縣治。

## 地理
斯科茨堡的座標為38°41′07″N 85°46′11″W / 38.68528°N 85.76972°W，而該地的平均海拔高度為172米（即564英尺）。